# Pisa Sporting Club 2023-2024
Questa voce raccoglie le informazioni riguardanti il Pisa Sporting Club nelle competizioni ufficiali della stagione 2023-2024.

## Divise e sponsor
Il fornitore di materiale è Adidas, mentre gli sponsor sono Cetilar, SEAC e gruppo palm (sulla manica).
| Casa | Trasferta | Terza divisa |

## Organigramma societario
Area direttiva
- Presidente: Giuseppe Corrado
- Direttore generale: Giovanni Corrado
- Direttore operativo: Daniele Freggia
- Chief Financial Officer: Francesco Burdese

Area comunicazione e marketing
- Direttore commerciale: Marco Aceto
- Direttore area comunicazione: Riccardo Silvestri
- Direttore marketing: Flavia Martellacci

Area sportiva
- Direttore sportivo:  Stefano Stefanelli
- Segretario sportivo: Bruno Sabatini
- Responsabile settore giovanile: Dante Lucarelli
- Segretario settore giovanile: Giovanni Riccio
- Team manager: Ivan Sarra
- Responsabile scouting: Mariano Armonia
- Addetto all'arbitro: Beppe Vannucchi

Area tecnica
- Allenatore: Alberto Aquilani
- Vice Allenatore: Pasquale Catalano
- Preparatori portieri: Maurizio Pugliesi, Leonardo Baldini
- Preparatori atletici: Nazareno Tozzo, Valter Vio
- Collaboratore tecnico: Cristian Agnelli
- Match Analyst: Alessandro Rubichini, Martino Vignali

Area sanitaria
- Responsabile sanitario: Cataldo Graci
- Medico addetto Prima Squadra: Andrea Moretti
- Recupero infortunati: Lorenzo Ferrari
- Operatori sanitari ausiliari: Gabriele Pignieri, Andrea Costa, Gian Paolo Fagni

## Rosa
Rosa e numerazione aggiornate al 6 febbraio 2024. 
In corsivo sono riportati i calciatori ceduti a stagione in corso.
| N. |                       | Ruolo | Calciatore                   |
| -- | --------------------- | ----- | ---------------------------- |
| 1  | Brasile (bandiera)    | P     | Nicolas David Andrade        |
| 3  | Francia (bandiera)    | D     | Maxime Leverbe               |
| 4  | Italia (bandiera)     | D     | Antonio Caracciolo           |
| 5  | Italia (bandiera)     | D     | Simone Canestrelli           |
| 6  | Islanda (bandiera)    | D     | Hjörtur Hermannsson          |
| 7  | Francia (bandiera)    | A     | Lisandru Tramoni             |
| 8  | Romania (bandiera)    | C     | Marius Marin (vice capitano) |
| 9  | Italia (bandiera)     | A     | Ettore Gliozzi               |
| 9  | Italia (bandiera)     | A     | Nicholas Bonfanti            |
| 10 | Italia (bandiera)     | A     | Ernesto Torregrossa          |
| 11 | Francia (bandiera)    | A     | Matteo Tramoni               |
| 12 | Croazia (bandiera)    | P     | Ante Vuković                 |
| 14 | Slovenia (bandiera)   | C     | Miha Trdan                   |
| 15 | Germania (bandiera)   | C     | Idrissa Touré                |
| 16 | Ungheria (bandiera)   | C     | Ádám Nagy                    |
| 17 | Slovenia (bandiera)   | A     | Jan Mlakar                   |
| 19 | Portogallo (bandiera) | D     | Tomás Esteves                |
| 20 | Italia (bandiera)     | D     | Pietro Beruatto              |

| N. |                       | Ruolo | Calciatore                 |
| -- | --------------------- | ----- | -------------------------- |
| 21 | Italia (bandiera)     | C     | Emanuele Zuelli            |
| 22 | Italia (bandiera)     | P     | Leonardo Loria             |
| 23 | Italia (bandiera)     | C     | Emanuel Vignato            |
| 24 | Croazia (bandiera)    | C     | Roko Jureškin              |
| 25 | Italia (bandiera)     | D     | Francesco Coppola          |
| 26 | Italia (bandiera)     | A     | Gaetano Masucci (capitano) |
| 27 | Italia (bandiera)     | C     | Mattia Valoti              |
| 28 | Italia (bandiera)     | A     | Alessandro Arena           |
| 30 | Italia (bandiera)     | C     | Alessandro De Vitis        |
| 32 | Italia (bandiera)     | A     | Stefano Moreo              |
| 33 | Italia (bandiera)     | D     | Arturo Calabresi           |
| 34 | Italia (bandiera)     | P     | Matteo Campani             |
| 36 | Italia (bandiera)     | C     | Gabriele Piccinini         |
| 42 | Italia (bandiera)     | D     | Tommaso Barbieri           |
| 44 | Portogallo (bandiera) | C     | Miguel Veloso              |
| 51 | Italia (bandiera)     | C     | Andrea Barberis            |
| 77 | Italia (bandiera)     | A     | Marco D'Alessandro         |

## Calciomercato

### Sessione estiva(dall'1/07 all'1/09)
| Acquisti         | Acquisti            | Acquisti              | Acquisti                                          |
| R.               | Nome                | da                    | Modalità                                          |
| ---------------- | ------------------- | --------------------- | ------------------------------------------------- |
| P                | Matteo Campani      | Sassuolo              | definitivo                                        |
| P                | Leonardo Loria      | Frosinone             | fine prestito                                     |
| D                | Tomás Esteves       | Porto B               | definitivo                                        |
| D                | Tommaso Barbieri    | Juventus Next Gen     | prestito con diritto di riscatto e controriscatto |
| D                | Andrea Beghetto     | Venezia               | fine prestito                                     |
| D                | Simone Canestrelli  | Como                  | fine prestito                                     |
| D                | Maxime Leverbe      | Sampdoria             | fine prestito                                     |
| C                | Mattia Valoti       | Monza                 | prestito                                          |
| C                | Andrea Barberis     | Monza                 | definitivo                                        |
| C                | Artur Ioniță        | Modena                | fine prestito                                     |
| C                | Roko Jureškin       | Benevento             | fine prestito                                     |
| C                | Gabriele Piccinini  | Fiorenzuola           | fine prestito                                     |
| C                | Salvatore Santoro   | Monterosi Tuscia      | fine prestito                                     |
| C                | Miguel Veloso       | Verona                | definitivo                                        |
| A                | Alessandro Arena    | Gubbio                | definitivo                                        |
| A                | Jan Mlakar          | Hajduk Spalato        | definitivo                                        |
| A                | Emanuel Vignato     | Bologna               | definitivo                                        |
| A                | Marco D'Alessandro  | Monza                 | prestito con diritto di riscatto                  |
| A                | Edgaras Dubickas    | Pordenone             | fine prestito                                     |
| A                | Assane Seck         | Empoli                | fine prestito                                     |
| A                | Leonardo Ubaldi     | San Donato Tavarnelle | fine prestito                                     |
| Altre operazioni |                     |                       |                                                   |
| R.               | Nome                | da                    | Modalità                                          |
| P                | Lorenzo Viti        | Arezzo                | fine prestito                                     |
| D                | Lorenzo Masetti     | Piacenza              | fine prestito                                     |
| C                | Davide Di Quinzio   | Lucchese              | fine prestito                                     |
| A                | Andrea Cisco        | Virtus Francavilla    | fine prestito                                     |
| A                | Yonatan Cohen       | Maccabi Tel Aviv      | fine prestito                                     |
| A                | Elia Giani          | Fiorenzuola           | fine prestito                                     |
| A                | Lorenzo Lucca       | Ajax                  | fine prestito                                     |
| A                | Bamba Susso         | Bilje                 | fine prestito                                     |
| A                | Christian Tommasini | Taranto               | fine prestito                                     |
| A                | Alessandro Zhupa    | Arezzo                | fine prestito                                     |

| Cessioni         | Cessioni            | Cessioni           | Cessioni                                          |
| R.               | Nome                | a                  | Modalità                                          |
| ---------------- | ------------------- | ------------------ | ------------------------------------------------- |
| P                | Johan Guadagno      | Fiorenzuola        | prestito                                          |
| P                | Alessandro Livieri  | Catania            | prestito con diritto di riscatto e controriscatto |
| D                | Federico Barba      | Como               | definitivo                                        |
| D                | Adrian Rus          | Pafos              | prestito con diritto di riscatto                  |
| D                | Christian Sussi     | Fiorenzuola        | prestito                                          |
| D                | Lorenzo Masetti     | Arezzo             | definitivo                                        |
| C                | Davide Di Quinzio   | Fiorenzuola        | prestito                                          |
| C                | Mario Gargiulo      | Modena             | fine prestito                                     |
| C                | Olimpiu Moruțan     | Galatasaray        | fine prestito                                     |
| C                | Nicolas Izzillo     | Virtus Francavilla | definitivo                                        |
| C                | Emanuele Zuelli     | Carrarese          | prestito                                          |
| A                | Giuseppe Sibilli    | Bari               | prestito                                          |
| A                | Christian Tommasini | Pescara            | definitivo                                        |
| Altre operazioni |                     |                    |                                                   |
| R.               | Nome                | a                  | Modalità                                          |
| P                | Lorenzo Viti        | Arezzo             | definitivo                                        |
| D                | Tomás Esteves       | Porto B            | fine prestito                                     |
| A                | Andrea Cisco        | Südtirol           | definitivo                                        |
| A                | Yonatan Cohen       | Maccabi Tel Aviv   | definitivo                                        |
| A                | Elia Giani          | Legnago            | prestito                                          |
| A                | Lorenzo Lucca       | Udinese            | prestito con diritto di riscatto                  |
| A                | Bamba Susso         | Aluminij           | prestito                                          |
| A                | Alessandro Zhupa    | Arezzo             | definitivo                                        |

## Risultati

### Serie B

#### Girone di andata
| Arbitro: | Cosso (Reggio Calabria) |

|                |           |                               |
| L. Tramoni 63’ | Marcatori | 23’ A. Bianconi 90+6’ Tordini |

| Arbitro: | Camplone (Pescara) |

|  |           |                          |
|  | Marcatori | 14’ M. Tramoni 59’ Arena |

| Arbitro: | Volpi (Arezzo) |

|                   |           |                       |
| Valoti 85’ (rig.) | Marcatori | 14’ Bonny 90+4’ Čolak |

| Arbitro: | Baroni (Firenze) |

|                              |           |  |
| Tremolada 4’ Strizzolo 90+4’ | Marcatori |  |

| Arbitro: | Abisso (Palermo) |

|              |           |                    |
| Beruatto 12’ | Marcatori | 85’ Chukwu Hemsley |

| Arbitro: | Minelli (Varese) |

|  |           |                 |
|  | Marcatori | 67’ Canestrelli |

| Reggio Emilia 26 settembre 2023, ore 20:30 CEST 7ª giornata | Reggiana          | 0 – 0 referto | Pisa | Mapei Stadium - Città del Tricolore (9 568 spett.)\| Arbitro: \| Santoro (Messina) \| |
| Arbitro:                                                    | Santoro (Messina) |               |      |                                                                                       |

| Arbitro: | Rutella (Enna) |

|               |           |                         |
| Masucci 90+4’ | Marcatori | 6’ Voca 90+7’ Mazzocchi |

| Cesena 8 ottobre 2023, ore 16:15 CEST 9ª giornata | Spezia        | 0 – 0 referto | Pisa | Stadio Dino Manuzzi (1 254 spett.)\| Arbitro: \| Doveri (Roma) \| |
| Arbitro:                                          | Doveri (Roma) |               |      |                                                                   |

| Arbitro: | Sacchi (Macerata) |

|                           |           |                |
| Piccinini 16’ Esteves 70’ | Marcatori | 90+4’ Magrassi |

| Arbitro: | Ghersini (Genova) |

|                         |           |                  |
| Pierini 31’ Johnsen 74’ | Marcatori | 6’ (rig.) Valoti |

| Arbitro: | Marcenaro (Genova) |

|            |           |             |
| Valoti 46’ | Marcatori | 12’ Cutrone |

| Arbitro: | Volpi (Arezzo) |

|              |           |                 |
| Pecorino 61’ | Marcatori | 45’, 50’ Valoti |

| Arbitro: | Monaldi (Macerata) |

|          |           |               |
| Moreo 5’ | Marcatori | 14’ Bjarnason |

| Pisa 2 dicembre 2023, ore 14:00 CET 15ª giornata | Pisa            | 0 – 0 referto | Cremonese | Stadio Arena Garibaldi-Romeo Anconetani (5 958 spett.)\| Arbitro: \| Pezzuto (Lecce) \| |
| Arbitro:                                         | Pezzuto (Lecce) |               |           |                                                                                         |

| Arbitro: | Ghersini (Genova) |

|                                |           |  |
| Ambrosino 53’ Marin 81’ (aut.) | Marcatori |  |

| Arbitro: | Collu (Cagliari) |

|                                      |           |                      |
| R. Insigne 29’ Brunori 42’ Segre 80’ | Marcatori | 49’ Marin 54’ Valoti |

| Arbitro: | Sozza (Seregno) |

|            |           |  |
| Mlakar 44’ | Marcatori |  |

| Arbitro: | Bonacina (Bergamo) |

|              |           |                |
| Sørensen 46’ | Marcatori | 23’ L. Tramoni |

#### Girone di ritorno
| Arbitro: | Zufferli (Udine) |

|                                   |           |                         |
| Valoti 16’ (rig.) N. Bonfanti 82’ | Marcatori | 9’ Melegoni 34’ Antiste |

| Arbitro: | Gualtieri (Asti) |

|                   |           |                                     |
| Lepore 82’ (rig.) | Marcatori | 30’ Veloso 74’ Calabresi 85’ Mlakar |

| Arbitro: | Mariani (Aprilia) |

|                                        |           |                                 |
| Torregrossa 33’ (rig.) N. Bonfanti 76’ | Marcatori | 20’ Kouda 36’, 45’ (rig.) Verde |

| Arbitro: | Bonacina (Bergamo) |

|            |           |                  |
| Tutino 61’ | Marcatori | 90+6’ Caracciolo |

| Arbitro: | Baroni (Firenze) |

|                             |           |  |
| Caracciolo 58’ Barbieri 70’ | Marcatori |  |

| Arbitro: | Pezzuto (Lecce) |

|                                       |           |                              |
| Benedyczak 25’ Man 81’ Delprato 90+5’ | Marcatori | 35’ Valoti 90+2’ Canestrelli |

| Arbitro: | Cosso (Reggio Calabria) |

|                 |           |                               |
| N. Bonfanti 68’ | Marcatori | 62’ Pohjanpalo 90+2’ Olivieri |

| Arbitro: | Minelli (Varese) |

|                            |           |                          |
| Mlakar 42’ Canestrelli 84’ | Marcatori | 48’ Abiuso 74’ Strizzolo |

| Arbitro: | Ghersini (Genova) |

|  |           |              |
|  | Marcatori | 89’ Barbieri |

| Arbitro: | Giua (Olbia) |

|           |           |  |
| Moreo 89’ | Marcatori |  |

| Arbitro: | Ferrieri Caputi (Livorno) |

|                                        |           |              |
| Gabrielloni 5’ Bellemo 10’ Cutrone 78’ | Marcatori | 51’ Barbieri |

| Arbitro: | Fourneau (Roma) |

|                                                        |           |                                  |
| D'Alessandro 59’ N. Bonfanti 63’ M. Tramoni 84’, 90+1’ | Marcatori | 32’, 76’ (rig.) Brunori 42’ Lund |

| Arbitro: | Tremolada (Monza) |

|                                 |           |                          |
| Moncini 37’, 85’ F. Bianchi 55’ | Marcatori | 90+6’ (rig.) Torregrossa |

| Arbitro: | Monaldi (Macerata) |

|                             |           |              |
| Valoti 16’, 90+4’ Arena 38’ | Marcatori | 83’ Dubickas |

| Arbitro: | Pezzuto (Lecce) |

|                   |           |              |
| Pușcaș 60’ (rig.) | Marcatori | 3’ Calabresi |

| Arbitro: | Gualtieri (Asti) |

|                     |           |                           |
| Moreo 74’ Marin 81’ | Marcatori | 2’ Pontisso 63’ Ambrosino |

| Arbitro: | Volpi (Arezzo) |

|                                |           |                  |
| D. Ciofani 13’ (rig.) Coda 85’ | Marcatori | 48’ D'Alessandro |

| Arbitro: | Maresca (Napoli) |

|                           |           |                              |
| N. Bonfanti 44’ Moreo 74’ | Marcatori | 53’ Molina 69’ (rig.) Odogwu |

| Arbitro: | Rapuano (Rimini) |

|                                |           |                  |
| Botteghin 12’ P. Rodríguez 68’ | Marcatori | 53’ D'Alessandro |

### Coppa Italia

#### Turni eliminatori
| Arbitro: | Ghersini (Genova) |

|                       |           |  |
| Canestrelli 7’ (aut.) | Marcatori |  |

## Statistiche

### Statistiche di squadra
Statistiche aggiornate all'11 maggio 2024
| Competizione | Punti | In casa | In casa | In casa | In casa | In casa | In casa | In trasferta | In trasferta | In trasferta | In trasferta | In trasferta | In trasferta | Totale | Totale | Totale | Totale | Totale | Totale | DR |
| Competizione | Punti | G       | V       | N       | P       | Gf      | Gs      | G            | V            | N            | P            | Gf           | Gs           | G      | V      | N      | P      | Gf     | Gs     | DR |
| ------------ | ----- | ------- | ------- | ------- | ------- | ------- | ------- | ------------ | ------------ | ------------ | ------------ | ------------ | ------------ | ------ | ------ | ------ | ------ | ------ | ------ | -- |
| Serie B      | 46    | 19      | 6       | 8       | 5       | 30      | 27      | 19           | 5            | 5            | 9            | 21           | 27           | 38     | 11     | 13     | 14     | 51     | 54     | -3 |
| Coppa Italia | -     | 0       | 0       | 0       | 0       | 0       | 0       | 1            | 0            | 0            | 1            | 0            | 1            | 1      | 0      | 0      | 1      | 0      | 1      | -1 |
| Totale       | 49    | 19      | 6       | 8       | 5       | 30      | 27      | 20           | 5            | 5            | 10           | 21           | 28           | 39     | 11     | 13     | 15     | 51     | 55     | -4 |

### Andamento in campionato
| Giornata  | 1  | 2  | 3  | 4  | 5  | 6  | 7  | 8  | 9  | 10 | 11 | 12 | 13 | 14 | 15 | 16 | 17 | 18 | 19 | 20 | 21 | 22 | 23 | 24 | 25 | 26 | 27 | 28 | 29 | 30 | 31 | 32 | 33 | 34 | 35 | 36 | 37 | 38 |
| --------- | -- | -- | -- | -- | -- | -- | -- | -- | -- | -- | -- | -- | -- | -- | -- | -- | -- | -- | -- | -- | -- | -- | -- | -- | -- | -- | -- | -- | -- | -- | -- | -- | -- | -- | -- | -- | -- | -- |
| Luogo     | C  | T  | C  | T  | C  | T  | T  | C  | T  | C  | T  | C  | T  | C  | C  | T  | T  | C  | T  | C  | T  | C  | T  | C  | T  | C  | C  | T  | C  | T  | C  | T  | C  | T  | C  | T  | C  | T  |
| Risultato | P  | V  | P  | P  | N  | V  | N  | P  | N  | V  | P  | N  | V  | N  | N  | P  | P  | V  | N  | N  | V  | P  | N  | V  | P  | P  | N  | V  | V  | P  | V  | P  | V  | N  | N  | P  | N  | P  |
| Posizione | 14 | 10 | 11 | 13 | 13 | 13 | 13 | 13 | 13 | 13 | 15 | 14 | 11 | 12 | 10 | 13 | 14 | 13 | 13 | 14 | 11 | 13 | 13 | 10 | 12 | 15 | 14 | 11 | 8  | 11 | 9  | 10 | 9  | 9  | 9  | 12 | 11 | 13 |

Legenda:

Luogo: C = Casa; T = Trasferta. Risultato: V = Vittoria; N = Pareggio; P = Sconfitta.